# Усні дебати

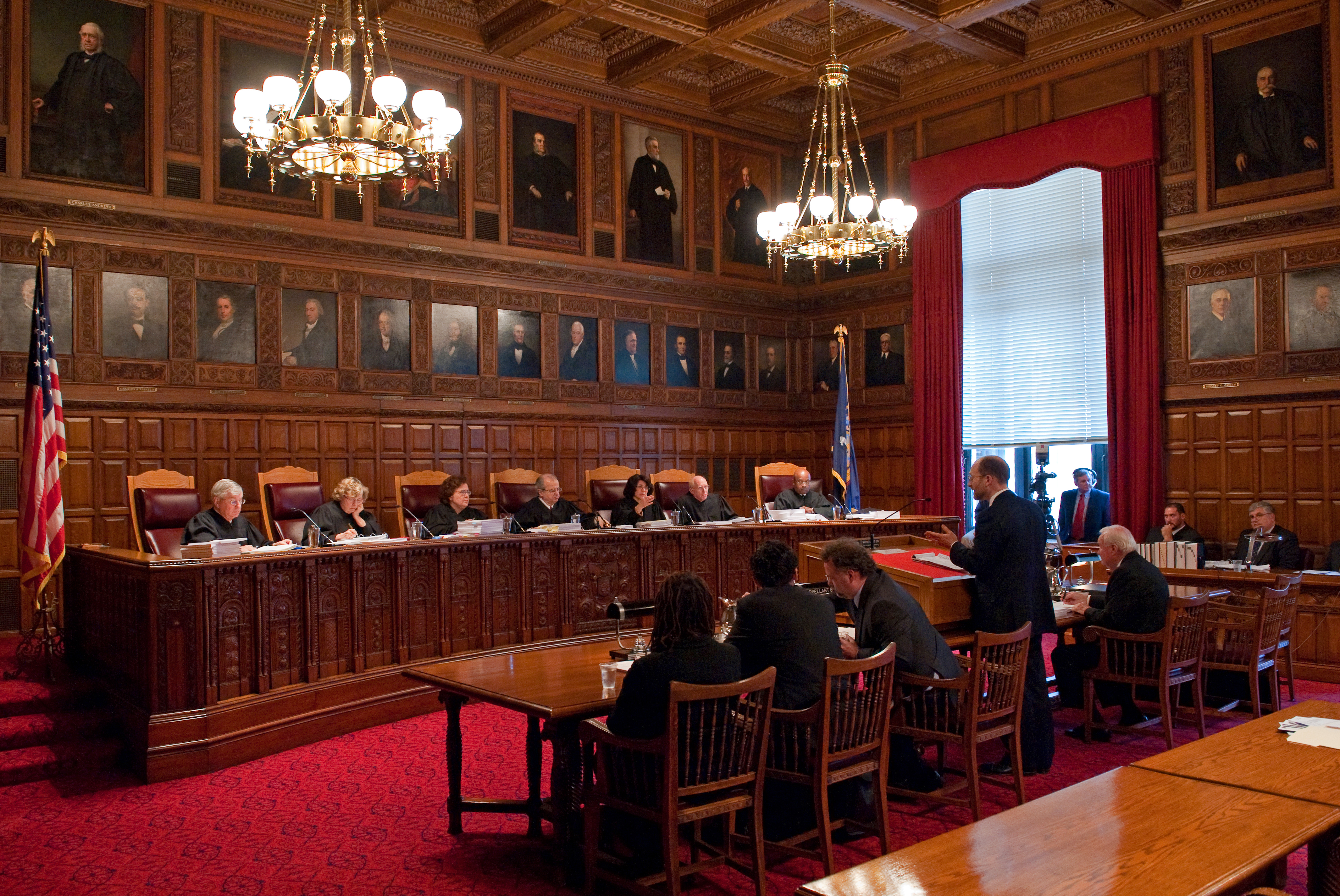
Апеляційний суд Нью-Йорка заслуховує усні дебати у справі 2009 року, пов'язаній із забудовою Атлантик Ярдс у Брукліні.

Усні дебати — це усна презентація судді або апеляційному суду адвокатом (або сторонами, якщо вони представляють себе самі) правових причин, чому вони повинні перемогти. Усні дебати на апеляційному рівні супроводжуються письмовими заявами, які також розвивають аргументацію кожної зі сторін у судовому спорі. Усні дебати також можуть мати місце під час розгляду клопотань, коли одна зі сторін подає клопотання до суду для розгляду до початку судового розгляду, наприклад, коли справа підлягає закриттю з питань права, або коли спрощене судове рішення може бути неправомірним, оскільки немає фактичних питань у спорі.
Усні дебати - це коли кожна сторона у справі по черзі звертається безпосередньо до судді або суддів з рівною кількістю часу, відведеною на кожну з них. Сторона часто може зарезервувати частину свого часу, щоб використати його для спростування аргументів опонента після його виступу.
Адвокати, які представляють сторону в апеляційному суді, зазвичай не можуть просто виголошувати промови або зачитувати свої письмові виклади під час усних слухань. На відміну від процедур суду першої інстанції, де судді втручаються тільки за запитом сторін для вирішення заперечень, на апеляційному рівні судді, як правило, беруть активну участь у процесі. Вони можуть перебивати адвокатів, які виступають, і ставити запитання. Це стосується навіть судів, які складаються з колегій, що складаються з кількох суддів, як, наприклад, Верховний суд США, де адвокат повинен бути готовим відповісти на запитання будь-якого з дев'яти суддів. Також вірно, що коли до або під час судового розгляду подається клопотання про те, щоб адвокати поводилися перед суддею у спосіб, подібний до представлення справи в апеляційній інстанції, адвокати представляють свої аргументи судді в більш розмовному режимі; в деяких досудових провадженнях ці виступи можуть не фіксуватися судовими стенографістами, як це обов'язково фіксується під час розгляду справи в апеляційній інстанції.
Усні дебати не завжди вважаються неодмінною частиною належної правової процедури, оскільки письмові виклади також дають сторонам можливість бути вислуханими судом. Питання про те, чи буде суд дозволяти, вимагати або гарантувати можливість представлення усних аргументів, зазвичай вирішується кожним судом у рамках його процесуальних правил, причому навіть у межах однієї юрисдикції суди можуть по-різному підходити до цього питання. Деякі суди можуть гарантувати право на усні дебати, вимагаючи від сторін клопотання про їх надання або відмови від них, якщо вони не бажають цього, тоді як інші суди можуть вимагати надання усних дебатів без можливості відмовитися від них. Суди також можуть на власний розсуд вирішувати справу без усних дебатів, ухвалюючи рішення виключно на підставі аргументів, викладених у письмових викладках сторін.[2] Девід Тейтел, суддя Апеляційного суду США округу Колумбія, посилається на «давно встановлене правило», згідно з яким твердження, зроблені вперше під час усних дебатів, «рідко розглядаються».